# Bryantella
Bryantella es un género de arañas araneomorfas de la familia Salticidae. Se encuentra en América Latina.   

## Lista de especies
Según The World Spider Catalog 12.5:
- Bryantella smaragdus (Crane, 1945)
- Bryantella speciosa Chickering, 1946